# Theudoald
Theudoald, auch Theodald, lat. Theudoaldus (* 708; † wohl 715) war ein unehelicher Sohn von Grimoald dem Jüngeren, Hausmeier von Neustrien (714/715 – 26. September 715), und einer unbekannten Frau. Er ist ein Ururenkel des Arnulf von Metz.
Sein Vater wurde 714 ermordet. Als sein Großvater Pippin der Mittlere Ende des gleichen Jahres im Sterben lag, überredete ihn dessen Gattin Plektrud, ihren gemeinsamen jungen Enkel Theudoald anstelle von Karl, Pippins weiterem Sohn aus polygamer Zweitehe, oder vom unehelichen Childebrand, zum Nachfolger als Hausmeier zu ernennen. Pippin akzeptierte, von der Krankheit geschwächt, so dass der sechsjährige Theudoald kurzfristig 714/715 das Hausmeieramt bekleidete. Plektrud unterlag im Ringen um die Macht 717 gegen ihren Stiefsohn Karl Martell. Theudoalds Verbleib ist ungewiss, möglich wäre auch, dass er nach seinem Sturz 715 umgekommen ist. Über eine Ehe oder Nachkommen ist nichts bekannt; wohl auch sehr unwahrscheinlich.